# Paris dans la peinture
Cette liste énumère les principaux tableaux représentant des vues de Paris ou de bâtiments parisiens.

## XVesiècle
- Frères de Limbourg, Les Très Riches Heures du duc de Berry, mois de mai (Châtelet et palais de la Cité), juin (palais de la Cité) et d'octobre (palais du Louvre) dans le calendrier, La Rencontre des mages (f.51v) (palais de la Cité, Sainte-Chapelle et Notre-Dame) (v. 1410-1416), Musée Condé, Chantilly
- Jean Fouquet, le Livre d'heures d'Étienne Chevalier, La Main de Dieu protégeant les fidèles (île de la Cité, miniature conservée au Metropolitan Museum of Art), La Scène (Notre-Dame, conservée au musée Condé), Le Portement de la croix (la Sainte-Chapelle, Chantilly), La Charité de saint Martin (le grand châtelet de Paris ?, conservée au musée du Louvre)

## XVIesiècle
- François II Bunel, Procession de la Ligue dans l'île de la Cité, 1593, Musée Carnavalet, Paris

## XVIIesiècle
- Adams Frans Van der Meulen, Marche du roi accompagné de ses gardes passant sur le Pont-Neuf (v. 1666), Musée de Grenoble
- Charles Le Brun, Sainte Geneviève devant Paris (?), Musée des beaux-arts, Rouen

## XVIIIesiècle
- Nicolas-Jean-Baptiste Raguenet, La Seine en aval du Pont-Neuf à Paris (1754), Musée du Louvre, Paris
- Nicolas-Jean-Baptiste Raguenet, Le Pont-Neuf à Paris (1755), Musée du Louvre, Paris
- Nicolas-Jean-Baptiste Raguenet, La joute des mariniers, entre le pont Notre-Dame et le Pont-au-Change (1756), Musée Carnavalet, Paris
- Pierre-Antoine Demachy, Cérémonie de la pose de la première pierre de la nouvelle église Sainte-Geneviève (1765), Musée Carnavalet, Paris
- Pierre-Antoine Demachy, Le Louvre et la colonnade nouvellement dégagée (1773), Musée Carnavalet, Paris
- Hubert Robert, La Démolition des maisons du pont au Change, (1788), Musée Carnavalet, Paris
- Hubert Robert, La Bastille dans les premiers jours de sa démolition (1789), Musée Carnavalet, Paris
- Hubert Robert, Vue imaginaire de la Grande Galerie du Louvre en ruine (1796), Musée du Louvre, Paris

## XIXesiècle
- Jacques-Louis David, Sacre de l'empereur Napoléon Ier dans la cathédrale Notre-Dame de Paris (1806-1807), Musée du Louvre, Paris
- Louis-Léopold Boilly, Galeries du Palais-Royal (1809), Musée Carnavalet, Paris
- Louise-Adéone Drölling, Intérieur d'artiste, avec vue sur la façade de l'église Saint-Eustache (1815), Musée Carnavalet, Paris
- Eugène Delacroix, La Liberté guidant le peuple (1831), Musée du Louvre, Paris
- Louise-Joséphine Sarazin de Belmont, Paris, vu des hauteurs du Père Lachaise (entre 1842 et 1859), Musée des Augustins, Toulouse
- Johan Barthold Jongkind, Notre-Dame de Paris, vue du quai Saint-Michel avec le Petit Pont (1854), Musée du Louvre, Paris
- Édouard Manet, La musique aux Tuileries (1862), National Gallery, Londres
- Alfred Sisley, Vue de Montmartre, depuis la Cité des Fleurs aux Batignolles (1869), Musée des Beaux-Arts, Grenoble
- Alfred Sisley, Le Canal Saint-Martin (1870), Musée d'Orsay, Paris
- Alfred Sisley, Vue du canal Saint-Martin (1870), Musée d'Orsay, Paris
- Pierre Puvis de Chavannes, Le Pigeon (1871), Musée d'Orsay, Paris
- Claude Monet, Église Saint-Germain-l'Auxerrois (1867), Alte Nationalgalerie, Berlin
- Claude Monet, Les Tuileries (1876), Musée Marmottan, Paris
- Claude Monet, La Gare Saint-Lazare (1877), Musée d'Orsay, Paris
- Claude Monet, Le pont de l'Europe et la gare Saint Lazare, 1877
- Gustave Caillebotte, Rue de Paris (1877), Musée Marmottan, Paris
- Claude Monet, Rue Saint-Denis, fête du 30 juin 1878 (1878), Musée des Beaux-Arts, Rouen et La Rue Montorgueil (1878), Musée d'Orsay, Paris
- Édouard Manet, La Rue Mosnier aux drapeaux (1878), J. Paul Getty Museum, Los Angeles
- Gustave Caillebotte, L'homme au balcon, boulevard Haussmann (1880), collection privée
- Georges Seurat, La Tour Eiffel (1889), The Fine Arts Museum, San Francisco
- Camille Pissarro, Le Boulevard Montmartre : Après-midi au Soleil (1897), Musée de l'Ermitage, Saint-Pétersbourg

## XXesiècle
- Camille Pissarro, Le Louvre, printemps (1901), Musée d'art moderne et d'art contemporain, Liège
- André Derain, Les deux péniches (1906), Musée national d'art moderne, Paris
- Albert Lebourg, Le Quai de la Tournelle et Notre-Dame de Paris (1909), Musée Marmottan, Paris

## Illustrations disponibles

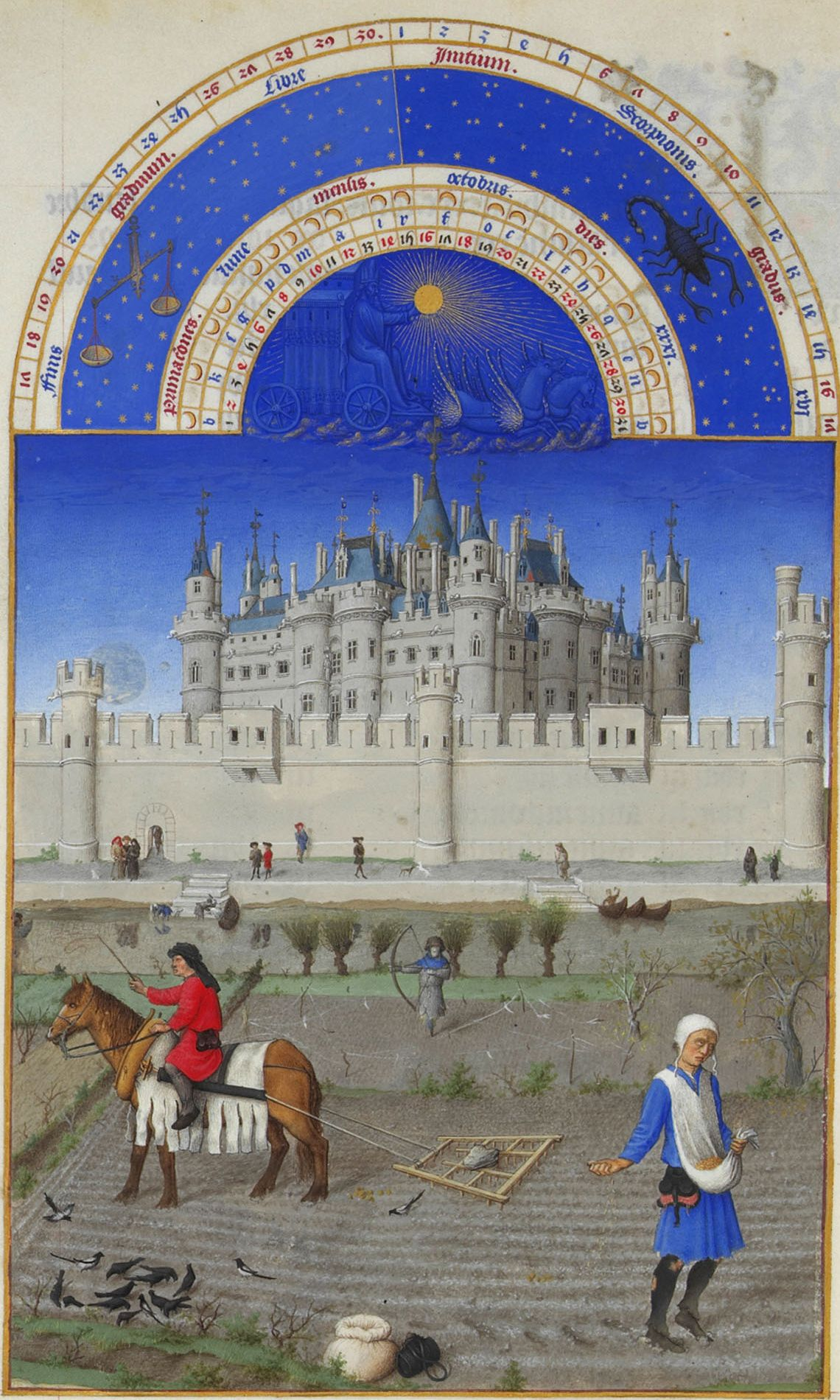
Les Très Riches Heures du duc de Berry, mois d'octobre, v. 1416, Frères de Limbourg. En arrière-plan, le palais du Louvre, et en contrebas la Seine.
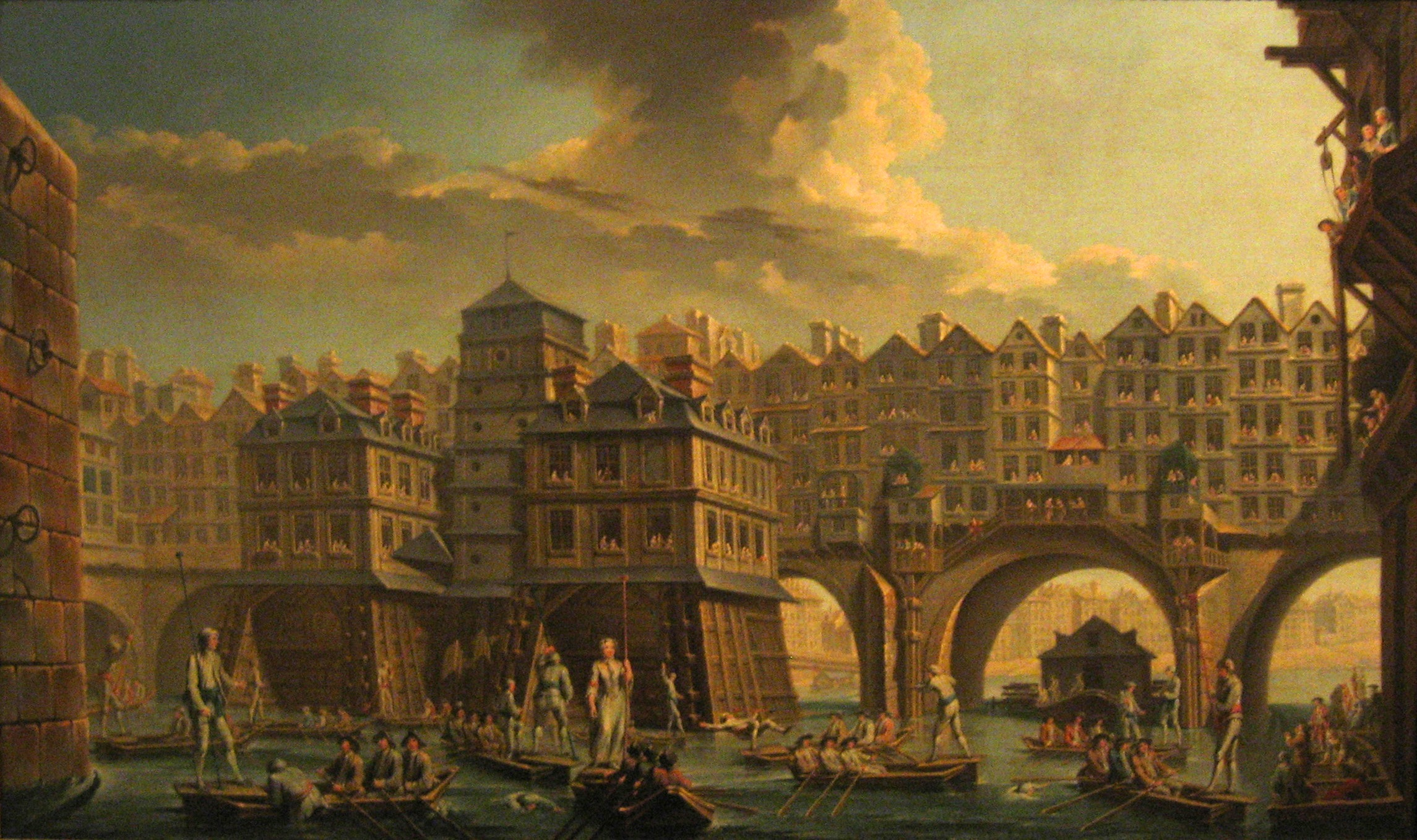
La joute des mariniers, entre le pont Notre-Dame et le Pont-au-Change, 1756, Nicolas-Jean-Baptiste Raguenet
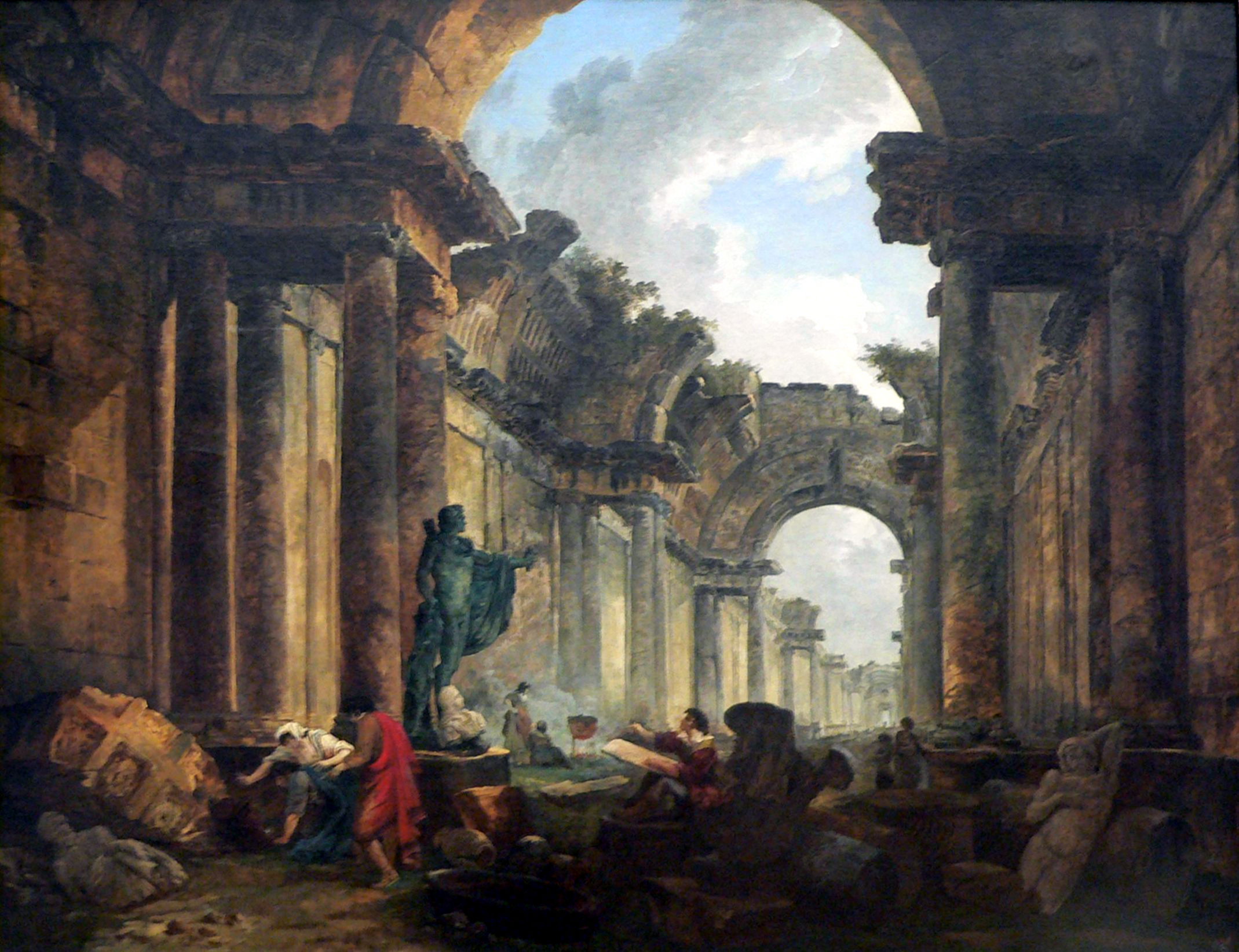
Vue imaginaire de la Grande Galerie du Louvre en ruine, 1796, Hubert Robert
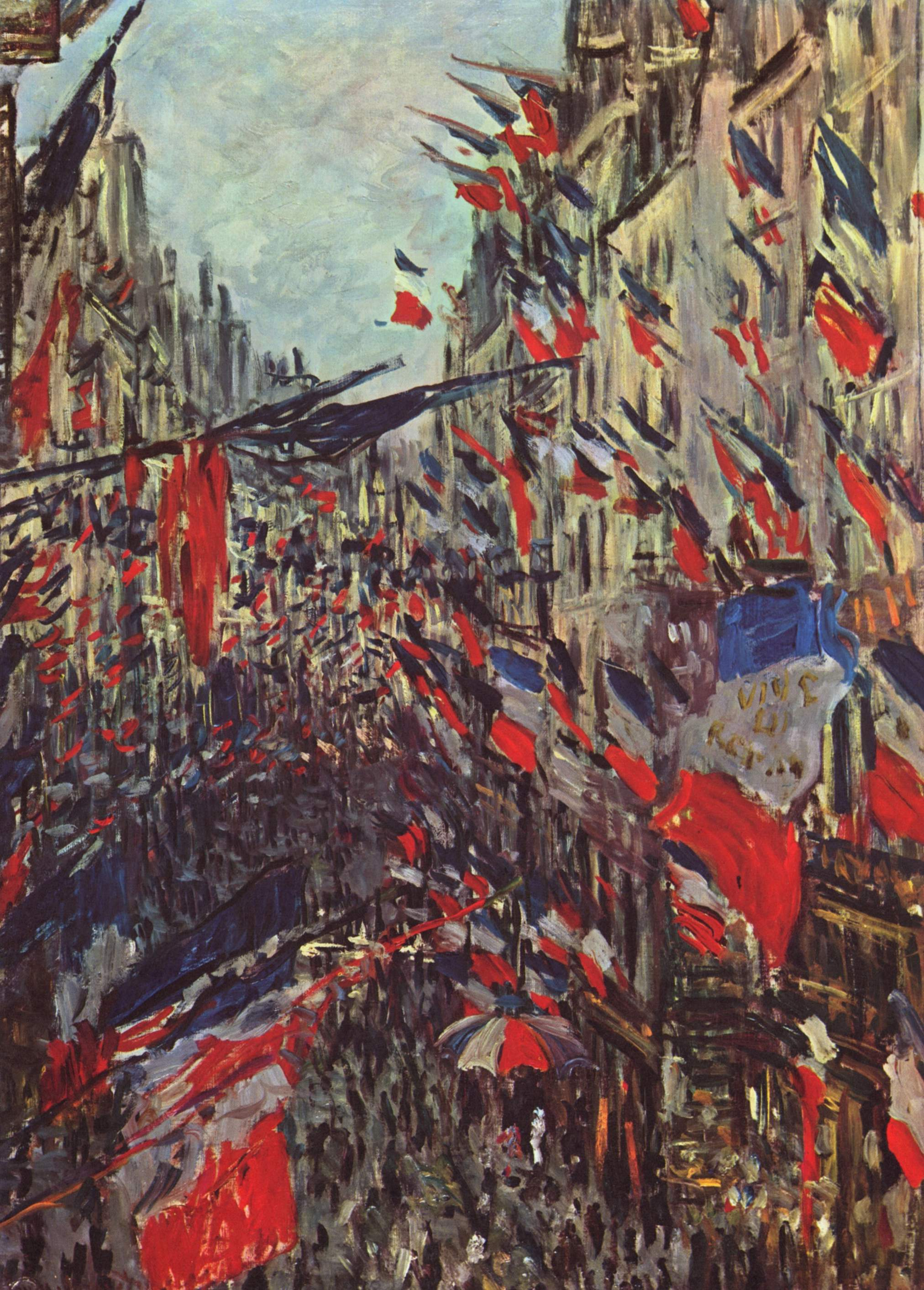
Rue Saint-Denis, fête du 30 juin 1878, 1878, Claude Monet
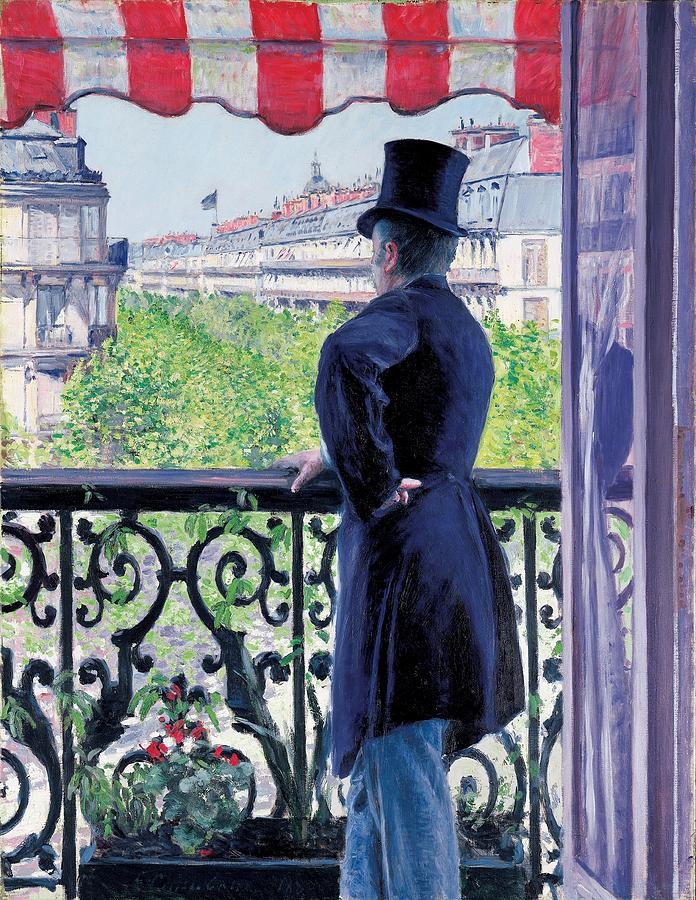
L'homme au balcon, boulevard Haussmann, 1880, Gustave Caillebotte
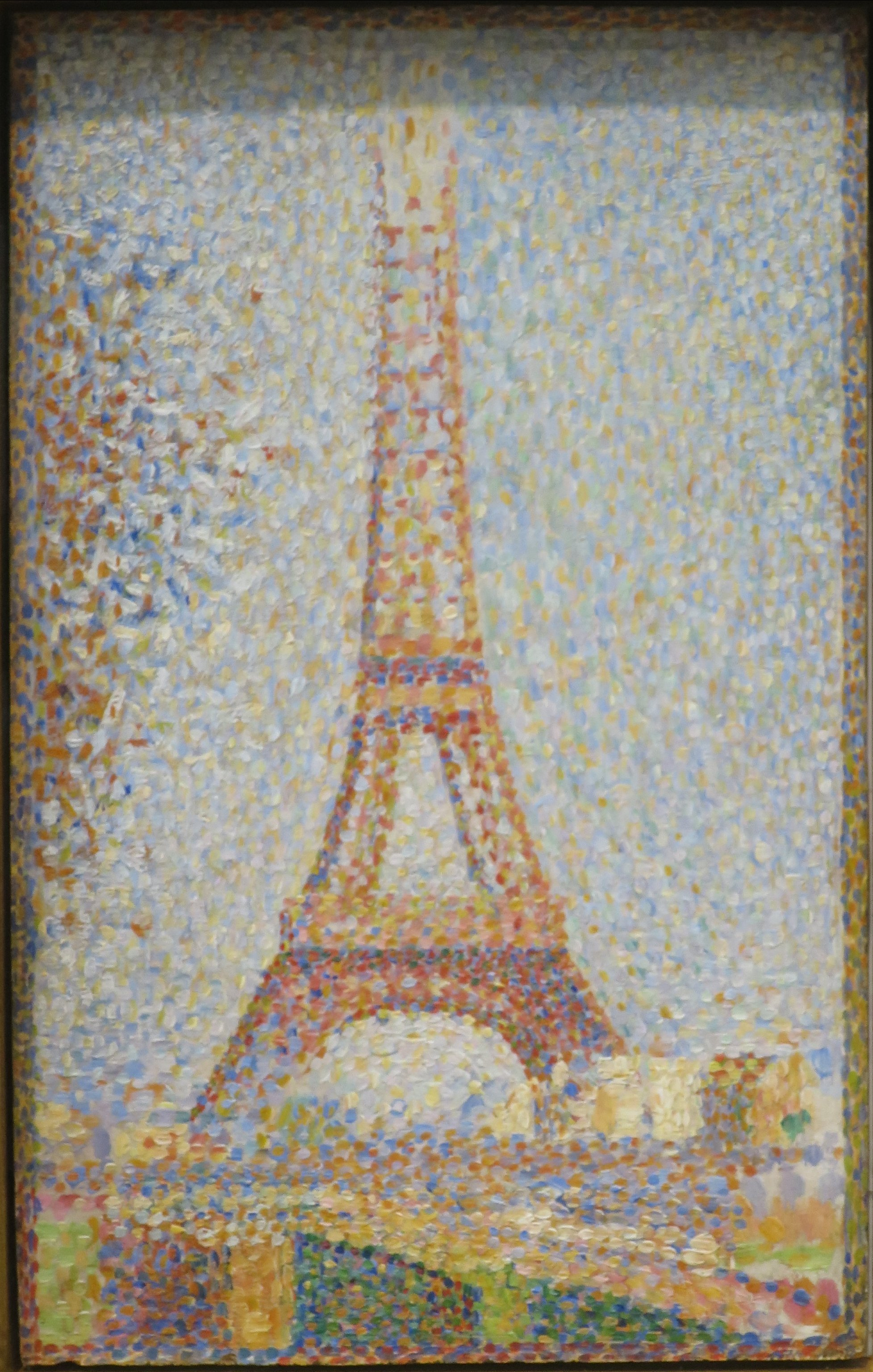
La Tour Eiffel, 1889, Georges Seurat
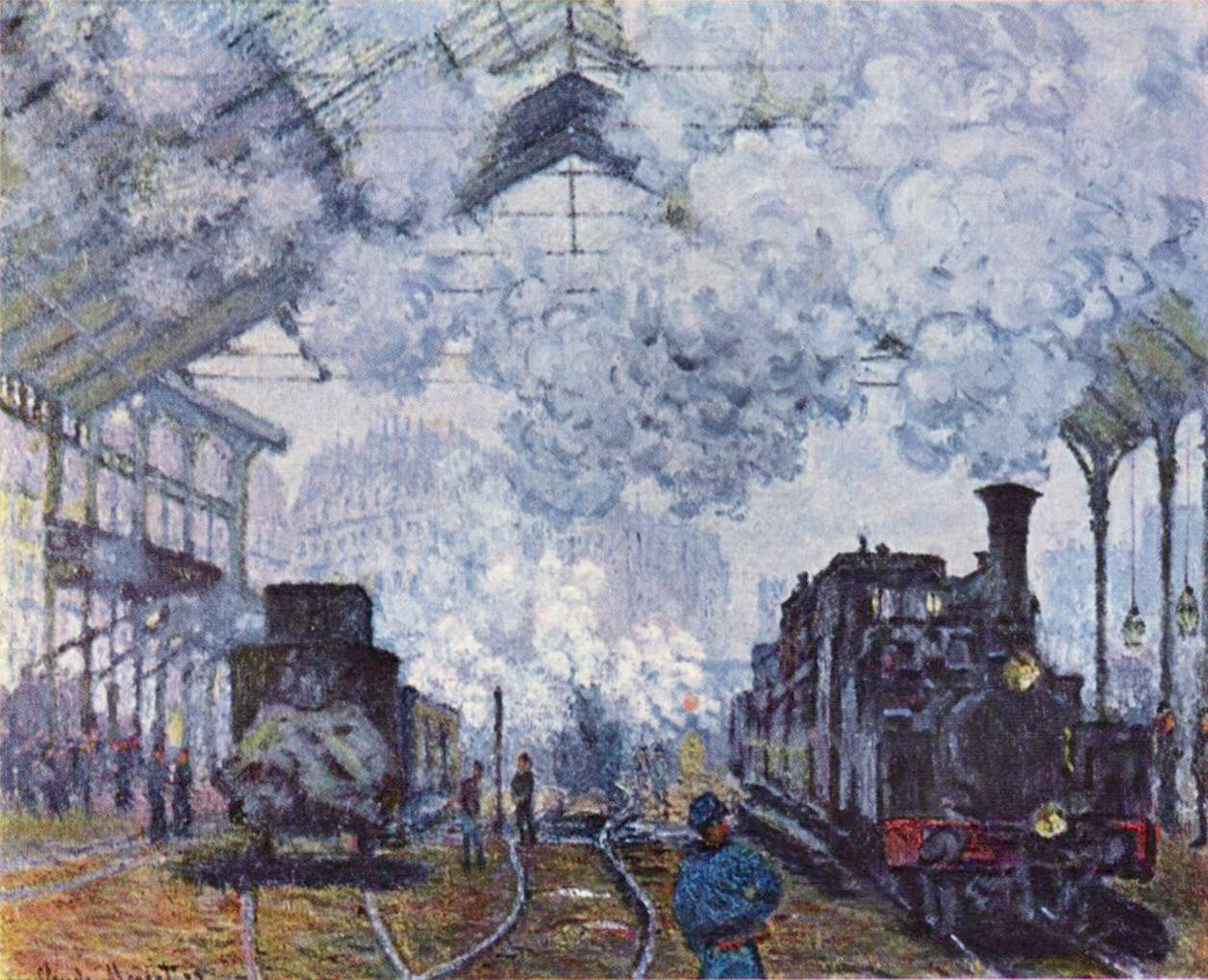
La gare Saint-Lazare, Claude Monet
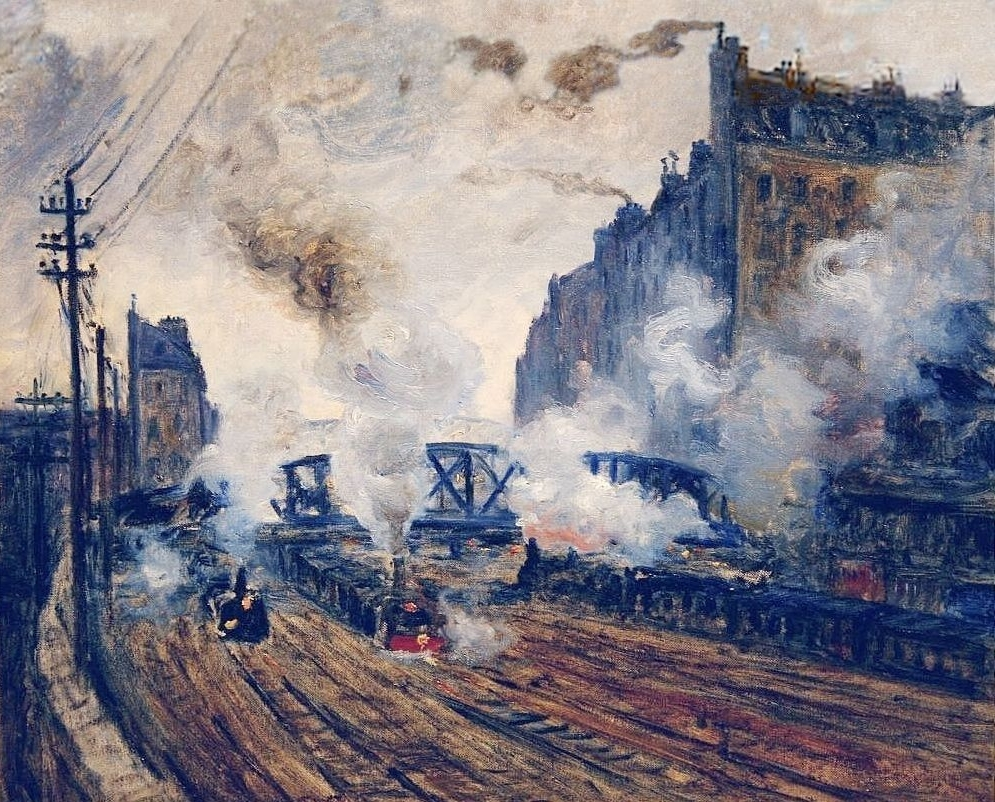
La Tranchée des Batignolles, Claude Monet (1877)
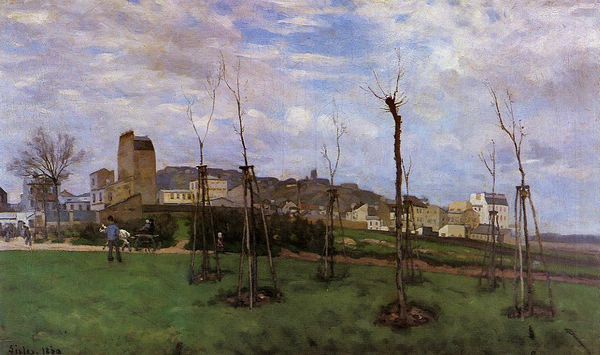
Vue de Montmartre, depuis la Cité des Fleurs aux Batignolles (1869) par Alfred Sisley
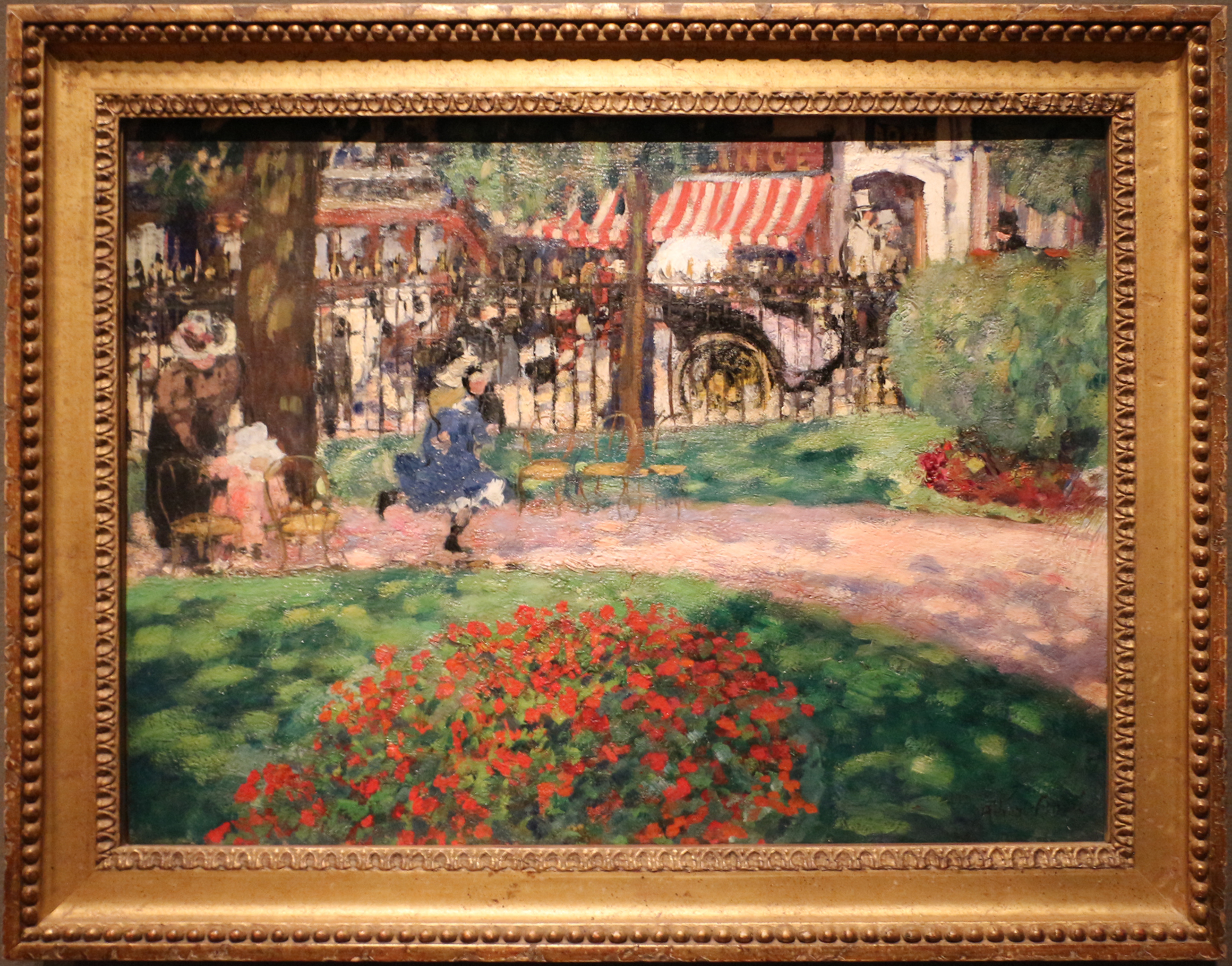
Square des Batignolles par Albert André (1893).
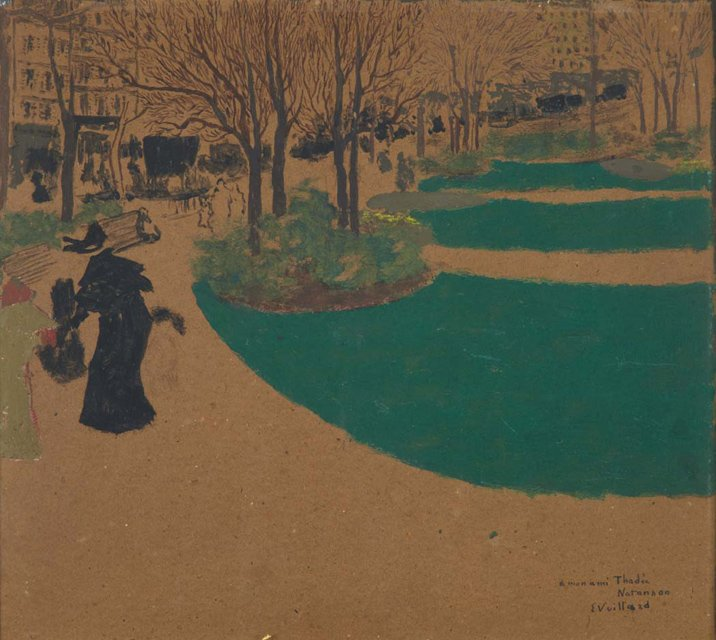
Square des Batignolles par Édouard Vuillard (1898)